# Albert Vandeplancke
Albert Désiré Vandeplancke (3. januar 1911 i Tourcoing – 1. april 1939 smst) var en fransk vandpolospiller og svømmer som deltog i OL 1928 i Amsterdam.
Vandeplancke vandt en bronzemedalje i vandpolo under OL 1928 i Amsterdam. Han var med på det franske vandpolohold som kom på en tredjeplads.